# Alexandre Tharaud
Alexandre Tharaud (París, 9 de desembre de 1968) és un pianista francès, intèrpret del repertori solista i de música de cambra. Una gran part del seu repertori està centrat en obres de compositors francesos.

## Biografia
Nascut a París, Alexandre Tharaud descobrí el món de l'escena al costat del seu pare, cantant i director d'operetes; Alexandre va participar com a actor de figuració en diversos teatres del nord de França, on la família passava molts caps de setmana. A l'edat de cinc anys va començar a estudiar piano. En el conservatori del districte 14 va estudiar amb Carmen Taccon-Devenat, una deixeble de Marguerite Long. D'ella, Alexandre ha comentat que "donava lliçons sobre la vida" i que li va ensenyar a "respirar físicament, fent parlar el piano". Va entrar al Conservatori de París a l'edat de 14 anys i va guanyar el primer premi a la classe de piano de Germaine Mounier a l'edat de disset anys.
Perfeccionà la tècnica pianística amb Theodor Paraskivesco i rebé consells de Claude Helffer, Leon Fleisher i Nikita Magaloff. El 1987, va guanyar el tercer premi al Concurs Internacional de Música Maria Canals de Barcelona i, un any més tard, la Città di Senigallia a Itàlia. L'any 1989 va rebre el 2n premi en el Concurs Internacional de Múnic. La seva carrera es desenvolupà ràpidament amb concerts per Europa, Amèrica del Nord i el Japó.
El 1997 va ser nomenat assessor musical dels Concerts de la Biblioteca Nacional de França, i en aquell període dedicà força temps a la música de cambra, tocant amb el violinista Pierre Amoyal, els flautistes Philippe Bernold i Patrick Gallois, el clarinetistes Michel Portal i Michel Lethiec, i el violoncel·lista Jean-Guihen Queyras.
Responent als que qüestionen la pertinència de tocar música de piano escrita originalment per a clavicèmbal, respon que no està segur que aquest tipus d'autenticitat passi per tocar música en un instrument concret. Encaixa bé en la línia de pianistes del segle XX com Yvonne Lefébure o Marcelle Meyer, que van lluitar i van ajudar a conèixer el repertori del segle xvii i el segle xviii a partir de les seves interpretacions al piano.

## Mètode de treball i repertori
Renuncia a tenir un piano a casa, i prefereix gaudir del plaer de la novetat i la improvisació acompanyant la necessitat d'un treball rigorós. Ha dit que sempre va a casa dels amics per estudiar, ja que prefereix tocar sempre en instruments diferents: "És a cavar, al polir aquests errors que he de trobar solucions per aconseguir el color que vull. Per progressar. Posteriorment, en concert, el fetitxisme de l'instrument esdevé un tema relativament secundari, ja que jo tinc el costum de dialogar amb qualsevol tipus de piano. Tharaud també compon, però prefereix mantenir aquesta activitat en un segon terme.
El seu repertori abasta des de Rameau i Bach fins als compositors actuals, com Mauricio Kagel, amb una predilecció per Emmanuel Chabrier i Francis Poulenc. Els seus enregistraments amb el segell discogràfic Harmonia Mundi són essencialment música per a piano sol, i en menor mesura, de música de cambra. Ha enregistrat amb Jean-Guihen Queyras la Sonata Arpeggione de Franz Schubert i obres per a piano i violoncel de Debussy i Poulenc.

## Col·laboracions
Després de la gravació del disc Concerts italians sobre obres de Bach, el 2006 va ser contractat per Bartabas, un coreògraf d'espectacles eqüestres i se li demanà que interpretés aquesta música acompanyant l'espectacle a les Nits de Fourvière, a Lió. Tharaud posteriorment declarà que sentí la por de ser incapaç de concentrar-se a causa del soroll dels cascs i afegeix que "la trobada va ser d'una gran violència, d'una intensitat única i un silenci absolut." Per tant, el descobriment del que ell mateix descriu com "un vertigen, un estrany ball" el va portar a col·laborar amb altres experiències escèniques. Així, realitzà diverses col·laboracions, algunes en el terreny més allunyat de la música clàssica: va interpretar a l'escenari una cançó de la cantant Barbara acompanyada pel pianista Bénabar. El 2009, va actuar en concert amb François Morel, pianista i compositor del Quebec, i amb l'actriu i cantant Juliette, en un espectacle dedicat a Erik Satie. L'espectacle, Satie à la Cité de la musique es realitzà el 8 de febrer de 2009, i fou enregistrat per France Télévisions.
Ha col·laborat en diverses ocasions amb el compositor francès Thierry Pécou, interpretant l'estrena mundial del seu primer concert per a piano l'octubre de 2006 al Théâtre des Champs-Élysées.

## Premis
Els seus enregistraments han obtingut diversos premis, entre els quals destaquen dos Grand Prix de l'Académie Charles-Cros per la seva interpretació de les obres de Francis Poulenc (1997), i per la de les obres de Maurice Ravel (2003). El recull d'obres de piano de Milhaud va obtenir el Grand Prix de la Nouvelle Académie du Disque. El disc amb els Preludis de Chopin va ser aclamat com a disc del mes per la revista Classic FM Magazine.

## Discografia
- Bach, Concerts italians, Harmonia Mundi
- Emmanuel Chabrier, integral de l'obra per a piano, Arion
- Chopin, Preludis opus 28, Harmonia Mundi
- Chopin, integral dels Valsos, Harmonia Mundi
- Couperin, Tic Toc Choc, Harmonia Mundi
- Thierry Pécou, L'Oiseau innumérable, Harmonia Mundi
- Thierry Pécou, Outre-mémoire, Æon
- Poulenc, integral de la música de cambra, Naxos
- Ravel, integral de l'obra per a piano, Harmonia Mundi
- Rameau, Suite en la i Suite en sol, Harmonia Mundi
- Satie, Avant-dernières pensées, Harmonia Mundi
- Milhaud, obres per a piano, Naxos.